# Nova Scotia Voyageurs
I Nova Scotia Voyageurs sono stati una squadra di hockey su ghiaccio dell'American Hockey League con sede nella città di Halifax, nella provincia della Nuova Scozia. Nati nel 1969 con il nome di Montreal Voyageurs si sono sciolti nel 1984, e nel corso degli anni sono stati affiliati alla franchigia dei Montreal Canadiens.

## Storia
Nel 1969 gli Houston Apollos, squadra della Central Hockey League affiliata ai Canadiens, fu sciolta dopo cinque stagioni e trasferita a Montréal a causa degli scarsi risultati di pubblico e per l'eccessiva distanza fra le due città. I Montreal Voyageurs (noti anche con il diminutivo "Vees") giocarono nel Québec le prime due stagioni (1969-1971) conservando lo status di formazione affiliata alla franchigia della National Hockey League dei Montreal Canadiens.
Nel 1971 la squadra fu spostata ad Halifax, nella Nuova Scozia, assumendo il nome di Nova Scotia Voyageurs. Per la prima volta una squadra della AHL si trasferì in una città del Canada atlantico, giocando i match casalinghi nell'Halifax Metro Centre. I Voyageurs furono la prima franchigia canadese capace di vincere il titolo della Calder Cup, e nel corso di quindici stagioni (segnati da due soli campionati conclusi con un record negativo) la squadra fu sempre presente ai playoff. Nel 1984 la franchigia fu trasferita a Sherbrooke dove assunse il nome di Canadiens de Sherbrooke.
Ad Halifax quello stesso anno la AHL ritornò grazie alla creazione dei Nova Scotia Oilers, formazione affiliata agli Edmonton Oilers, mentre nel 1988 nacquero gli Halifax Citadels, farm team dei Quebec Nordiques.

### Affiliazioni
Nel corso della loro storia i Nova Scotia Voyageurs sono stati affiliati alle seguenti franchigie della National Hockey League:
- Montreal Canadiens: (1969-1984)
- Atlanta Flames: (1975-1976)
- Quebec Nordiques: (1980-1981)

## Record stagione per stagione
| Stagione              | Division | Gare | V  | S  | P  | Punti | GF  | GS  | Piazzamento | Play-off                                                                                        |
| --------------------- | -------- | ---- | -- | -- | -- | ----- | --- | --- | ----------- | ----------------------------------------------------------------------------------------------- |
| Montreal Voyageurs    |          |      |    |    |    |       |     |     |             |                                                                                                 |
| 1969-70               | East     | 72   | 43 | 15 | 14 | 100   | 327 | 195 | 1°          | vince 1º turno (Baltimore) 4-1 perde semifinali (Buffalo e Springfield)                         |
| 1970-71               | East     | 72   | 27 | 31 | 14 | 68    | 215 | 239 | 2°          | perde 1º turno (Springfield) 0-3                                                                |
| Nova Scotia Voyageurs |          |      |    |    |    |       |     |     |             |                                                                                                 |
| 1971-72               | East     | 76   | 41 | 21 | 14 | 96    | 274 | 202 | 2°          | vince 1º turno (Springfield) 4-1 vince semifinali (Boston) 4-0 vince Calder Cup (Baltimore) 4-2 |
| 1972-73               | East     | 76   | 43 | 18 | 15 | 101   | 316 | 191 | 1°          | vince 1º turno (Providence) 4-0 vince semifinali (Boston) 4-0 perde Calder Cup (Cincinnati) 1-4 |
| 1973-74               | North    | 76   | 37 | 27 | 12 | 86    | 263 | 223 | 3°          | perde 1º turno (Providence) 2-4                                                                 |
| 1974-75               | North    | 75   | 40 | 26 | 9  | 89    | 270 | 227 | 3°          | perde 1º turno (Rochester) 2-4                                                                  |
| 1975-76               | North    | 76   | 48 | 20 | 8  | 104   | 326 | 209 | 1°          | vince semifinali (Rochester) 4-0 vince Calder Cup (Hershey) 4-1                                 |
| 1976-77               | AHL      | 80   | 52 | 22 | 6  | 110   | 308 | 225 | 1°          | vince semifinali (Hershey) 4-2 vince Calder Cup (Rochester) 4-2                                 |
| 1977-78               | North    | 81   | 37 | 28 | 16 | 90    | 304 | 250 | 2°          | vince 1º turno (Springfield) 3-1 perde semifinali (Maine) 3-4                                   |
| 1978-79               | North    | 80   | 39 | 37 | 4  | 82    | 313 | 302 | 3°          | vince 1º turno (New Brunswick) 3-2 perde semifinali (Maine) 2-4                                 |
| 1979-80               | North    | 79   | 43 | 29 | 7  | 93    | 331 | 271 | 2°          | perde 1º turno (Maine) 2-4                                                                      |
| 1980-81               | North    | 80   | 38 | 37 | 5  | 81    | 335 | 298 | 3°          | perde 1º turno (New Brunswick) 2-4                                                              |
| 1981-82               | North    | 80   | 35 | 35 | 10 | 80    | 330 | 313 | 3°          | vince 1º turno (Maine) 3-1 perde semifinali (New Brunswick) 1-4                                 |
| 1982-83               | North    | 80   | 41 | 34 | 5  | 87    | 378 | 333 | 2°          | perde 1º turno (Maine) 3-4                                                                      |
| 1983-84               | North    | 80   | 32 | 37 | 11 | 75    | 277 | 288 | 4°          | vince 1º turno (Fredericton) 4-3 perde semifinali (Maine) 1-4                                   |

## Record della franchigia

### Singola stagione
Gol: 52  Yvon Lambert (1971-72)
Assist: 73  John Chabot (1982-83)
Punti: 104  Yvon Lambert (1971-72) e  Peter Sullivan (1974-75)
Minuti di penalità: 335  Dwight Schofield (1981-82)

### Carriera
Gol: 103  Dan Metivier
Assist: 163  Wayne Thompson
Punti: 251  Don Howse
Minuti di penalità: 1084  Dave Allison
Partite giocate: 371  Jim Cahoon

## Palmarès

### Premi di squadra
- Calder Cup: 3

1971-1972, 1975-1976, 1976-1977
- F. G. "Teddy" Oke Trophy: 4

1969-1970, 1972-1973, 1975-1976, 1976-1977

### Premi individuali
- Dudley "Red" Garrett Memorial Award: 4

Jude Drouin: 1969-1970
Pierre Mondou: 1975-1976
Rod Schutt: 1976-1977
Norm Dupont: 1977-1978
- Eddie Shore Award: 4

Noel Price: 1971-1972, 1975-1976
Brian Engblom: 1976-1977
Craig Levie: 1980-1981
- Fred T. Hunt Memorial Award: 1

Norm Dubé: 1979-1980
- Harry "Hap" Holmes Memorial Award: 6

Michel Larocque e Michel DeGuise: 1972-1973
Jim Shaw e Dave Elenbaas: 1973-1974
Ed Walsh e Dave Elenbaas: 1974-1975, 1975-1976, 1976-1977
Bob Holland e Maurice Barrett: 1977-1978
- John B. Sollenberger Trophy: 3

Jude Drouin: 1969-1970
Yvon Lambert: 1972-1973
Norm Dubé: 1979-1980
- Les Cunningham Award: 2

Ron Andruff: 1975-1976
Norm Dubé: 1979-1980
- Louis A. R. Pieri Memorial Award: 2

Al MacNeil: 1971-1972, 1976-1977